# WHL 1965/66
Die Saison 1965/66 war die 14. reguläre Saison der Western Hockey League (WHL). Meister wurden die Victoria Maple Leafs.

## Modus
In der Regulären Saison absolvierten die sechs Mannschaften jeweils 72 Spiele. Die vier  bestplatzierten Mannschaften qualifizierten sich für die Playoffs. Für einen Sieg erhielt jede Mannschaft zwei Punkte, bei einem Unentschieden einen Punkt und bei einer Niederlage null Punkte.

## Reguläre Saison

### Tabelle
Abkürzungen: GP = Spiele, W = Siege, L = Niederlagen, T = Unentschieden, GF = Erzielte Tore, GA = Gegentore, Pts = Punkte
|                      | GP | W  | L  | T | GF  | GA  | Pts |
| -------------------- | -- | -- | -- | - | --- | --- | --- |
| Portland Buckaroos   | 72 | 43 | 24 | 5 | 271 | 218 | 91  |
| Victoria Maple Leafs | 72 | 40 | 28 | 4 | 260 | 243 | 84  |
| Vancouver Canucks    | 72 | 33 | 35 | 4 | 252 | 233 | 70  |
| San Francisco Seals  | 72 | 32 | 36 | 4 | 243 | 248 | 68  |
| Seattle Totems       | 72 | 32 | 37 | 3 | 231 | 256 | 67  |
| Los Angeles Blades   | 72 | 22 | 48 | 2 | 236 | 329 | 46  |

## Playoffs
|  | Halbfinale | Halbfinale           | Halbfinale |  |  | Finale | Finale               | Finale |
|  |            |                      |            |  |  |        |                      |        |
|  |            |                      |            |  |  |        |                      |        |
|  | 1          | Portland Buckaroos   | 4          |  |  |        |                      |        |
|  | 3          | Vancouver Canucks    | 3          |  |  |        |                      |        |
|  |            |                      |            |  |  | 1      | Portland Buckaroos   | 3      |
|  |            |                      |            |  |  | 2      | Victoria Maple Leafs | 4      |
|  | 2          | Victoria Maple Leafs | 4          |  |  |        |                      |        |
|  | 4          | San Francisco Seals  | 3          |  |  |        |                      |        |
|  |            |                      |            |  |  |        |                      |        |